# Verrucidens immersus
Verrucidens immersus là một loài rêu trong họ Seligeriaceae. Loài này được (Broth.) Cardot mô tả khoa học đầu tiên năm 1908.